# Василь ІІ Тирновський
Василь ІІ Тирновський — патріарх Тирновський Болгарської православної церкви у 1246—1254 р., голова Православної Церкви з центром у Тирново, столиці Болгарської імперії.
Його ім'я відоме лише з середньовічної Синодальної Книги Борила, де він згадується як Патріарх.
Василь II очолював Церкву в період кризи для Болгарської держави після смерті успішного імператора Івана Асена II (правління 1218—1241).
Його наступником був патріарх Василь III (бл. 1254—1263).